# Mariam Bance
Mariam Bance (* 4. Dezember 1993) ist eine Leichtathletin aus Burkina Faso, die im Sprint und im Hürdenlauf an den Start geht.

## Sportliche Laufbahn
Erste Erfahrungen bei internationalen Meisterschaften sammelte Mariam Bance 2017 bei den Spielen der Frankophonie in Abidjan, bei denen sie im 100-Meter-Lauf mit 12,07 s im Vorlauf ausschied. Zwei Jahre darauf nahm sie erstmals an den Afrikaspielen in Rabat teil, bei denen sie über 100 Meter mit 11,85 s im Halbfinale ausschied, wie auch im 200-Meter-Lauf mit 24,07 s. Zudem belegte sie mit der burkinischen 4-mal-100-Meter-Staffel in 46,77 s Rang sechs. 2022 startete sie bei den Afrikameisterschaften in Port Louis im 400-Meter-Hürdenlauf und belegte dort in 59,42 s den fünften Platz und mit der burkinischen 4-mal-100-Meter-Staffel belegte sie in 47,14 s den siebten Platz.
In den Jahren 2018 und 2021 wurde Bance burkinsche Meisterin über 100- und 200 Meter sowie im 400-Meter-Lauf sowie 2021 auch über 400 m Hürden sowie in der 4-mal-100-Meter-Staffel und in der Mixed-Staffel. 

## Persönliche Bestzeiten
- 100 Meter: 11,76 s (+0,2 m/s), 26. August 2019 in Rabat
- 200 Meter: 23,76 s (+0,3 m/s), 29. August 2019 in Rabat
- 400 Meter: 54,55 s, 28. März 2021 in Ouagadougou
- 400 m Hürden: 58,64 s, 30. Mai 2021 in Kaduna